# Osama (nome)
Osama (in arabo: أسامة) è un nome proprio di persona arabo maschile.

## Varianti

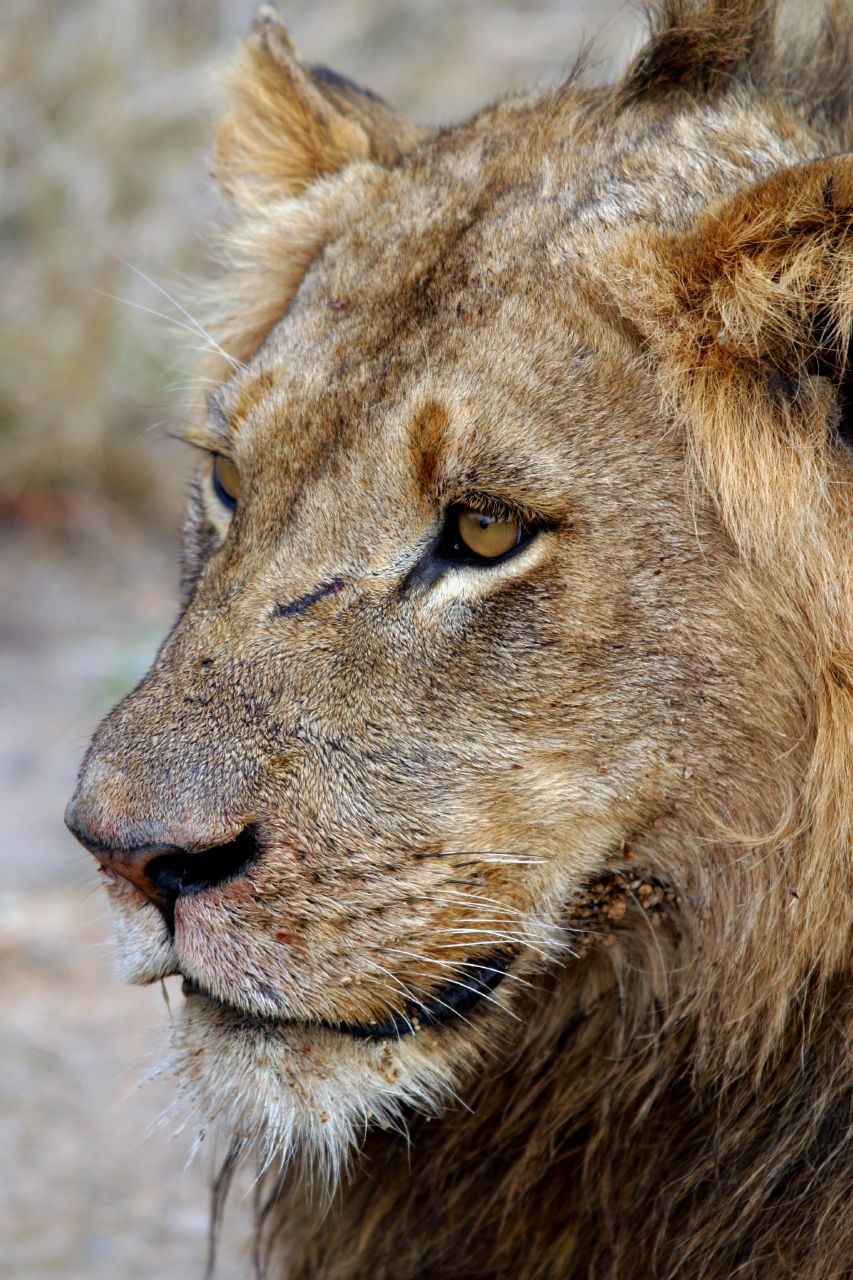
Un giovane esemplare maschio di leone (Panthera leo)

- Maschili: أسامة (Usama[1], Oussama)

## Origine e diffusione
Vuol dire "leone" in arabo. È quindi affine per significato ai prenomi Leone, Aslan ed Ari.

## Onomastico
Non esistono santi che portano questo nome, quindi è adespota. L'onomastico può essere festeggiato in occasione di Ognissanti, il 1º novembre.

## Persone
- Osama Al-Muwallad, calciatore saudita
- Osama bin Laden, terrorista saudita
- Osama Dawod, artista egiziano
- Osama Hawsawi, calciatore saudita
- Osama Malik, calciatore australiano
- Osama Oraby, calciatore e allenatore di calcio egiziano

### Variante Oussama

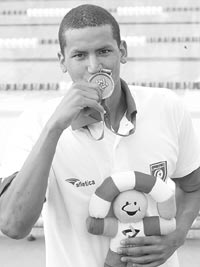
Oussama Mellouli

- Oussama Assaidi, calciatore marocchino
- Oussama Darragi, calciatore tunisino
- Oussama Mellouli, nuotatore tunisino
- Oussama Souaidy, calciatore francese naturalizzato marocchino
- Oussama Tannane, calciatore marocchino

### Variante Usama
- Usama ibn Munqidh, poeta, militare e diplomatico siriano
- Usama Young, giocatore di football americano statunitense

## Toponimi
- Osama è un cratere nel Lacus Felicitatis, uno dei mari della Luna.